# Alphabet Inc.
Alphabet Inc. és un grup d'empreses destinat a esdevenir un conglomerat que va posseir directament diverses empreses que eren propietat o vinculades a Google, incloent-hi el propi Google.
La companyia té la seu a Califòrnia i és dirigida pels co-fundadors de Google, Larry Page i Sergey Brin, amb Page servint com a CEO i Brin com a president. La cartera d'Alphabet es va expandir a través de diverses indústries, inclosa la tecnologia, ciències de la vida, el capital d'inversió, i la investigació. Algunes de les seves subsidiàries inclouen Google, Calico, Google Ventures, Google Capital, Google X, i Nest Labs.
Després de la reestructuració, Page es va convertir en conseller delegat d'Alphabet mentre que Sundar Pichai tindrà al seu càrrec com a CEO de Google.
Les accions de Google, a continuació, es van convertir en accions d'Alphabet, que es negocien amb símbols de cotització de Google de "GOOG" i "GOOGL".
L'establiment d'Alphabet com un conglomerat d'empreses de Google va ser motivat per les seves executives, que sentien que Google havia de ser «més net i més responsable», alhora que permetria un major control de les empreses les quals l'activitat principal no estava relacionat amb ella.

## Història
El 10 d'agost de 2015, Google Inc. anuncià plans per crear una nova societat de cartera pública, Alphabet Inc. El CEO de Google Larry Page va fer aquest anunci en una entrada en el blog oficial de Google.
Alphabet es va crear per reestructurar Google movent filials de Google a Alphabet, donant força a l'abast de Google. La companyia està formada per Google Inc., Nest Labs, i Calico, així com altres negocis inclosos Google X, Google Capital, i Google Ventures. Sundar Pichai, cap de producte actual, serà el nou CEO de Google, en substitució Larry Page.
D'entrada diu que la motivació darrere de la reorganització és fer perquè Google sigui «més net i més responsable». També va dir que volia millorar «la transparència i la supervisió del que estem fent», i per permetre un major control de les empreses no relacionades.

### Domini .xyz
Google ha triat el domini abc.xyz amb el nou domini de primer nivell .xyz, que es va posar en marxa el 2014. Això pot ser perquè no és propietari del domini alphabet.com, que és propietat d'una division de gestió de flotes de BMW. BMW ha dit que és "necessari examinar les implicacions de marques legals" de les propostes. El 10 agost de 2015 l'anunci revelant Alphabet va incloure un enllaç ocult per a hooli.xyz, un dels altres pocs llocs web en .xyz TLD; el lloc web va ser creat per HBO per a una sèrie de comèdia Silicon Valley.

## Estructura

Estructura proposada de l'empresa Alphabet Inc.

La subsidiària més gran d'Alphabet serà Google Inc., però Alphabet també serà la societat matriu de Calico, Google Ventures, Google Capital, Google X, Google Fiber, i Nest Labs. Mentre que moltes companyies o divisions, abans una part de Google, es converteixen en filials d'Alphabet, Google seguirà sent l'empresa que agrupa empreses relacionades amb Internet. Aquestes inclouen molts dels productes i serveis més emblemàtics de llarg associats amb Google, com Android, YouTube, i Google Search.

## Procés
Per iniciar el procés de reestructuració, Alphabet es crearà com una subsidiària directament propietat de Google Inc. Les funcions d'aquestes dues empreses – una com la propietària i l'altra com la filial – després es revertirà en un interruptor de dos passos. En primer lloc, es crearà una filial de farciment d'Alphabet. Llavors Google es fusionarà amb la filial fictícia en convertir accions de Google a l'estoc d'Alphabet. La filial després de la fusió, ja no un maniquí, canviarà el seu nom pel de "Google Inc.". Alphabet retindrà el preu històric de les accions de Google Inc. i seguirà cotitzant sota símbols de cotització de Google Inc. "GOOG" i "GOOGL". Sota la llei de Delaware, un grup d'empreses com aquest es pot constituir sense el vot dels accionistes, ja que aquesta reorganització serà.